# Битва при Ла-Тринідаді
Битва при Ла-Тринідаді -  була битвою коли Федеральна армія відправлена Федеративної Республіки Центральної Америки президентом Мануелом Арсе підкомандуванням Хосе Мілли були розгромлені генералом Франсіско Морасаном і створеною ним Об'єднаної армії захисників закону. 

## Фон
Через конфлікт між президентом Федеративної Республіки Центральної Америки Мануель Хосе де Арсе і Фагоага і президента Гондорасу Діонісіо де Еррера, 4 квітня 1827 року генерал Мілла за дорученням Арсе взяв в облогу столицю Гондурасу Комаягуа. До 10 травня гарнізон міста був змушений капітулювати, Діонісіо Еррера попав в полон і був відправлений в Гватемалу де він провів наступні два роки перебуваючи в увязненні. Однак деяким офіцерам вдалося вирватися з обложеного міста, і серед яких опинився полковник Франсіско Морасан. Він разом з офіцерами полковником Реміхіо Діасом і полковником Хосе Маркесом прибув до Тегусігальпи, де він зібрав 300 чоловік, і він мав намір повернути Комаягуа,  але по дорозі на висоті Вілья-де-Сан-Антоніо його атакував передовий загін федеральної армії під командуванням полковника Ернандеса та капітана Рози Медіни. Морасан, займає оборонну позицію в гасіенді «Ла Марадіага», і знову вступає в бій з полковником Ернандеса 29 травня, де його сили вторгнення зазнають поразки. Попри це Морасан повертається до Тегусігальпи , щоб поповнити свої сили.

## Союзна армія
Франсіско Морасан  досягає Чолутеки на півдні Гондурасу, де зустрічає свою сім’ю в Охойоні та потрапляє в полон до Тегусігальпського командувача озброєнням. Пізніше його було звільнено під заставу, після чого він дістався до Леона в Нікарагуа 15 вересня 1827 року, де його друг, генерал Хосе Анаклето Ордоньєс,  надав йому 135 людей, а пізніше до них доєдналися слили полковника Хосе Запеда. У жовтні Моразану, який командує союзними силами, вдається увійти до Чолутеки, де полковник Хосе Антоніо Маркес чекає його з відділом людей, щоб приєднатися до «справи визволення». Перше місто Гондурасу, до якого вони прибувають, — Сан-Антоніо-де-Тексігуат який також пропонується на підтримку зі зброєю та людьми, після чого було створено Об'єднану армію захисників закону.

## Битва
Генерал-лейтенант Хосе Хусто Мілла виявив присутність Франсіско Морасан на півдні Гондурасу,  і швидко зібрав свою армію до Тегусігальпи, де встановив свій командний штаб. Зі свого боку, Морасан відправився в місто Сабанагранде , щоб підготуватися до вирішальної битви в місцевості «Вальє-де-ла-Трмнідад».
О 9 ранку 11 листопада 1827 року полковник Рамон Пачеко , командуючи своїм загоном, здійснив перший маневр, який захищав шлях, що веде від Охохони до долини Тринідад.
Полковник Реміхіо Діас, командуючи загоном із 150 чоловік, почав рух вздовж берега ущелини «Сікатакаро», прямуючи на північний захід, від Охохони до Валле-ла-Трмнідад і атакує ворожий ар'єргард.
Генерал Моразан разом із полковником Романом Вальядаресом , який командує іншим загоном союзних сил, оточують пагорб « Карангуйє » та атакують правий фланг федеральних сил.
Бій загострювався протягом п'яти годин, і о 15:00 федеральні війська Мілли були змушені відступати. Зазнавши поразки, генерал Хосе Хусто Мілла та деякі з його офіцерів, що вижили, втекли з поля бою, залишивши документи, скрині та інші припаси. Поранених і вбитих було близько сорока. 1

## Наслідки
Після цієї перемоги Морасан рушив до Тегусігальпи, щоб взяти її 12 листопада, а 26 числа того ж місяця він тріумфуально увійшов до столиці Гондурасу Комаягуа , де він здійснив свій тріумфальний вступ і став главою держави Гондурас. Морасан призначив полковників Хосе де Хесуса Осехо і Хосе Марія Гутьєррес Осехо військовим командувачем Комаягуа і залишив йому командувати двома сотнями людей, і таким же чином полковник Хосе Марія Гутьєррес Осехо був призначений командувачем Тегусігальпі. 2 Потім він наказує перекинути війська своїх союзників на північне та західне узбережжя для повного контролю над державою Гондурас. Генерал Хосе Хусто Мілла, потрапив у полон у травні 1829 року , він був засуджений до довічного вигнання в Мексиці .